# 린다 카터
린다 카터(영어: Lynda Carter, 본명: Linda Jean Córdova Carter, 1951년 7월 24일 ~ )는 미국의 배우, 가수이다. 드라마 《원더우먼》의 주인공 원더우먼 역으로 유명하다.

## 출연 작품

### 영화
- 원더 우먼 1984 (2020) - 아스테리아 역

### 텔레비전
- 원더우먼 (1975-79) - 다이애나 프린스 / 원더우먼 역